# F3B "El Triunvirato"
F3B "El Triunvirato" es una agrupación venezolana, conformada por Baby Rod (Rodolfo Dordelly), Tony (Antonio Russo) y Ron Jos (Ronald Guerra) Destacado jugador de la Liga Profesional de Baloncesto de Venezuela por el equipo Cocodrilos de Caracas. Son conocidos por ser los pioneros del Merengue Electrónico en Venezuela. En su carrera artística cuentan con cuatro producciones musicales anteriores a su más reciente titulada “El Renacimiento” en la cual poseen una base rítmica de Merengue Electrónico y la mezcla de diversos matices musicales como: Balada, Hip Hop, Plena Puertorriqueña, Bomba, Bachata, Reggae, Reguetón, Dance y otros estilos como el Dubstep. Además, cuentan con numerosos logros que durante su corta trayectoria ha obtenido el grupo F3B, entre los cuales destacan haber cerrado el 2008 ubicados en el puesto número 33 de la cartelera Top Latino, que mide en más de 17 países el nivel de aceptación de cantantes, orquestas y agrupaciones de todo el continente hispano-parlante. Ese mismo año, estuvo entre los 25 artistas más importantes del país y varias naciones latinoamericanas. Y vale destacar el primer lugar que ocuparon en Europa específicamente en ciudades de Italia como Roma, Milán y Bolonia y en localidades de España como las Islas Canarias con "Mi gran amor", canción que logró posicionarse en la posición de honor del Top 100 del Record Report permitiendo que por varias semanas se convirtiera en uno de los cinco temas más escuchados de Venezuela según el conteo de las agencias nacionales e internacionales.
En el 2007 fueron premiados con el prestigioso galardón Venus de Oro en su XVII edición, celebrada el domingo 29 de abril, en el Salón Venezuela del Círculo Militar de Caracas, resultando ganadores como "Agrupación de Merengue del Año" en un multitudinario evento que congregó a primeras figuras del arte y el espectáculo de Venezuela, así mismo han logrado diversos reconocimientos tales como el Cacique de Oro y Mar de Plata respectivamente.

## Discografía
| Sencillos - «Quiero Que Te Quedes» - «Morena» - «Si Tú Me Valoras»> - «Me Tienes Loco» - «Sola, Sola» - «Mi Gran Amor» - «O él, O Yo» (con Yorki & Mane) - «Escondidos» - «Tocar Tu Piel» - «Mi Soledad» (de Richard Hidalgo) - «Lo Que Quiero» - «Tango (Merengue Electronizao)» (con Proyecto Uno) - «Creciendo» - «Me Sigues Gustando» (con Los Adolescent's) | Colaboraciones - «Sexo & Amor (Remix Oficial)» (de Prophex) |